# Iglesia de Santa María de Celón
La Iglesia de Santa María de Celón está situada en el concejo asturiano de Allande, en Celón.
Se trata de una iglesia de estilo románico de principios del siglo XIII, consta de una sola nave rectangular y ábside con bóveda, que guarda en su presbiterio unas importantes pinturas murales de la Pasión de Cristo y Coronación de la Virgen del siglo XVI, de un artista desconocido, al que se le denominó maestro Celón.
Tanto la iglesia como su entorno está protegidos dentro de la denominación de Bienes de interés cultural de Asturias